# Andinophryne
Andinophryne is een geslacht van kikkers uit de familie padden (Bufonidae). Het geslacht wordt sinds 2015 echter niet meer erkend. De groep werd voor het eerst wetenschappelijk beschreven door Hoogmoed in 1985.
Op basis van nieuwe inzichten werden de drie soorten die tot deze groep behoorden in 2015 toegekend aan het geslacht Rhaebo. In de literatuur wordt hierdoor nog de verouderde situatie vermeld.